# B83 핵폭탄
B83 핵폭탄은 현재에도 미국에서 사용중인 전략용 수소폭탄이다. 종래에 사용되었던 B28, B43, B53 등의 구형 수소폭탄을 대체하기 위해서 1983년에 개발되어 지금까지 사용되고 있다.

## 역사
B83은 현재 미군이 보유한 가장 큰 수소폭탄이다. 마하 2.0에서 투하되게끔 개발했다. 목표물 상공에서 낙하산이 펼쳐진다. 무게 1.1톤, 폭발력 TNT 1.2 메가톤이다. 마하 2.0의 전략 핵폭격기는 B-1B이지만, 소련과의 조약으로 B-1B에는 재래식 폭탄만 장착한다. 따라서 B-2 스텔스 전략 핵폭격기에 16발을 장착하는 핵폭탄이다. 물론 F-15 F-16 전투기에도 장착이 가능하다.
2019년 8월 9일, 북한의 잦은 핵미사일 발사시험과 관련, 자유아시아 방송(RFA)은 미국 국가안보 전문매체인 내셔널 인터레스트(The National Interest)에 기고된 ‘북한의 악몽’이라는 글을 인용해 보도했다. B83 수소폭탄이 터지면 사방 약 11km 반경 안에 있는 사람은 모두 3도 이상의 화상을 입게 되며 엄청난 폭발력으로 평양 시내에 있는 콘크리트 건물과 구조물들이 대부분 파괴된다. 북한 전체 인구의 6%에 해당하는 150만 명이 목숨을 잃을 수 있다고 추정했다. 또 이 공격으로 인한 부상자까지 합치면 사상자 수는 230만 명에 이를 것으로 전망했다.
그러나, 서울 용산 전쟁기념관에서는 1메가톤 수소폭탄이 터지면 서울시 천만명이 전원 몰살된다고 안내하고 있다.

## 미국의 현용 핵전력
2010년 현재 미국은 2개의 핵폭탄과 6개의 핵탄두를 실전배치중이다.
- B61 핵폭탄
  - B-1B, B-2A, B-52H 전략폭격기들은 물론, F-15E, F-16A/B/C/D, F/A-18A/B/C/D/E/F, F-22 전투기에 장착할 수 있는 700 파운드 (320 kg) 무게, 최대 TNT 350 킬로톤급 폭발력을 가진 핵폭탄이다. 1968년부터 실전배치되었다.
- B83 핵폭탄
  - B-1B, B-2A, B-52H 전략폭격기들은 물론, F-15E, F-16A/B/C/D, F/A-18A/B/C/D/E/F, F-22 전투기에 장착할 수 있는 2,400 파운드 (1,100 kg) 무게, 최대 TNT 1.2 메가톤급 폭발력을 가진 핵폭탄이다. 1983년부터 실전배치되었다.
- W62 핵탄두
  - 미니트맨 ICBM에 장착하는 무게 253 파운드, 폭발력 170 킬로톤의 핵탄두이다. 1970년부터 1976년까지 생산되었다.
- W76 핵탄두
  - 트라이던트 미사일에 장착하는 362 파운드 (164 kg) 무게에 100킬로톤 폭발력의 핵탄두이다. 1978년부터 1987년까지 생산되었다.
- W78 핵탄두
  - 미니트맨 미사일에 장착하는 무게 800 파운드, 폭발력 350 킬로톤의 핵탄두이다.
- W80 핵탄두
  - 토마호크 미사일에 장착하는 290 파운드 (132 kg), 폭발력 최대 150 킬로톤의 핵탄두이다.
- W87 핵탄두
  - 원래 피스키퍼 미사일의 무게 600 파운드 (270 kg)인 핵탄두인데, 피스키퍼 미사일은 미러조약에 의해 전량 폐기되었다. 그 이후 미니트맨 미사일에 장착하기로 했다. 최근에는 미젯맨 미사일에 장착하려고 개발했다가 취소되었다.
- W88 핵탄두
  - 트라이던트 미사일에 장착하는 800 파운드 (360 kg) 무게, 475 킬로톤 폭발력의 핵탄두이다.

## 같이 보기
- B61 핵폭탄